# Florence Valentina Toussaint Alcaraz
Florence Toussaint Alcaraz es una investigadora, académica y periodista mexicana, pionera de la investigación en comunicación en México. Es una de las autoras más prolíficas en el estudio de los medios masivos de comunicación y su relación con la educación, la cultura y la política.

## Trayectoria
Florence Toussaint estudió el Doctorado en Sociología en la UNAM. Desde la década de los 80 ha sido docente en la Facultad de Ciencias Políticas y Sociales de la UNAM, en dónde fue coordinadora del Centro de Estudios de Comunicación de 1982 a 1984. Fue fundadora de la Asociación Mexicana de Investigadores de Comunicación (AMIC) en 1979, de la cual fue presidenta de 1989 a 1990. Es una de las autoras pioneras en el estudio de los medios de comunicación en México, y en su obra se ha enfocado en la  historia de la prensa, la radio y la televisión, desde la perspectiva de la economía política de la comunicación y la cultura.  A lo largo de su trayectoria ha participado en diferentes organizaciones como la Asociación Latinoamericana de Investigadores de Comunicación (ALAIC), Asociación de Estudios Latinoamericanos (LASA), Asociación Internacional de Investigación en Comunicación Social (AIERI), y la Unión Latina de Economía Política de la Información, la Comunicación y la Cultura (ULEPICC). Dentro del periodismo, ha participado como articulista en el periódico El Universal (1995-2000),  así como columnista en la revista Proceso. 

## Obras
- Escenario de la Prensa en el Porfiriato. México, Fundación Manuel Buendía, 1989
- Recuento de medios fronterizos. México, Fundación Manuel Buendía, 1990
- Televisión pública en México. Directorio y diagnóstico. México, Plaza y Valdés Editores, 1993.
- Televisión sin Fronteras. México, Siglo XXI, 1998.
- Periodismo, siglo diez y nueve. México, UNAM, 2006.
- Crítica de la información de masas. México, Trillas, 2008.
- Los Medios en la Educación, la Cultura y la Política. México, Bonilla Artigas Editores, 2010.
- Desafíos de la televisión pública. México, UNAM, 2011.
- Aproximaciones a la televisión pública en América Latina. México, UNAM, 2016.